# حضور ۱
حضور ۱، اولین آلبوم تصویری از خواننده موسیقی پاپ سنتی ایرانی، محمد اصفهانی است که به مناسبت عید غدیر خم در ۸ دی ۱۳۸۶ توسط شرکت هم‌آواز آهنگ منتشر گردید.

## مشخصات آلبوم
آلبوم حضور به دو صورت سی‌دی و دی‌وی‌دی است که شامل کنسرت محمد اصفهانی در باغ غدیر اصفهان به رهبری بهروز صفاریان می‌شود. این آلبوم در ۲۳ ترانه شامل ترانه‌هایی چون: لاله عاشق، بوی باران، فاصله، خانه دل، به یادت، با شوق تو، ولایت عشق، اوج آسمان، ملا ممد جان، دلواپسی، تنها ماندم و... می‌شود.
- شرکت طرح و ایده‌ی فرس؛ نیره علفیان: گرافیک و اجراء
- یدالله کابلی: خطاطی
- ریموند موسسیان، آریا عظیمی‌نژاد: پالایش صوتی، میکس و میسترینگ
- پوریا نیک‌پور: تدوین دیجیتالی صدا
- فریبرز نیک‌راد: تدوین و مسترینگ دیجیتالی تصویر
- مهدی مظلومی: کارگردان سالن
- حسن صدخسروی: کارگردان استودیویی و امور تدوین
- شاهرخ کشاورز: امور تصویر سالن
- اکبر سلطانی: تهیه‌کننده